# Лісне (Чугуївський район)
Лісне — селище в Україні, у Слобожанській міській громаді Чугуївського району Харківської області. Населення становить 71 особа. Колишній орган місцевого самоврядування — Скрипаївська сільська рада.

## Географія
Селище Лісне розташоване на лівому березі річки Сіверський Донець, за 3 км вище за течією від місця впадання в неї річки Гнилиця ІІ, на протилежному березі розташоване село Мохнач. Русло річки звивисте, утворює багато лиманів і заболочених озер, у т. ч. озеро Бакайка. Селище оточене великим лісовим масивом (сосна).

## Історія
1817 — дата заснування.

## Економіка
- Лісництво.
- Скрипаївський навчально-дослідний лісгосп ХНТУСГ імені П. Василенка.

## Об'єкти соціальної сфери
- Спортивний майданчик.